# Приазовський чапельник
Приазо́вський ча́пельник  — один з об'єктів природно-заповідного фонду Донецької області, орнітологічний заказник загальнодержавного значення.

## Розташування
Розташований у Мангушському районі Донецької області на схід від селища Ялта, на землях запасу Ялтинської селищної ради.

## Історія

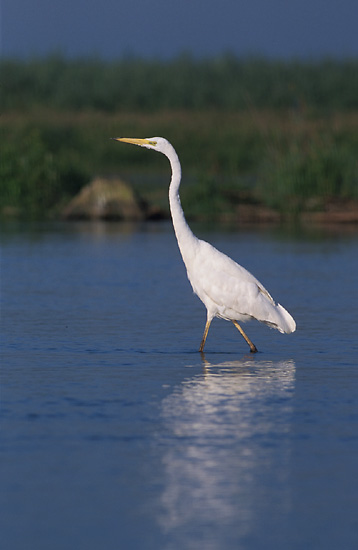
Велика біла чапля

Статус заказника присвоєно Указом Президента України № 1207/2000 від 4 листопада 2000 року. Територія Заказника увійшла до складу національного природного парку «Меотида», створеного Указом Президента України № 1099/2009 від 25.12.2009 р.

## Мета
Мета створення заказника — збереження цінних водно-болотних комплексів в заплаві річки Мокра Білосарайка, які є місцем оселення і гніздування на північному узбережжі Азовського моря та збереження найбільшої у цьому регіоні змішаної колонії чапель (великої білої, сірої та рудої).

## Завдання

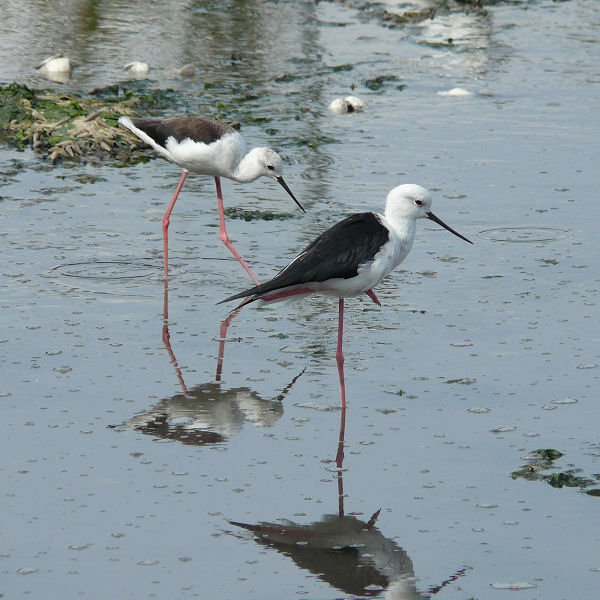
Ходуличники

До основних завдань Заказника входить:
- створення умов для збереження та охорони умов існування, відтворення та проживання різноманітного орнітологічного комплексу водно-болотних угідь, в тому числі виду, що занесений до Червоної книги України — ходуличника, та типових представників водоплавних птахів (качок, гусей, лисок, куликів та інших);
- збереження цінного у науковому відношенні природного комплексу на території Заказника «Приазовський чапельник»;
- підтримання загального екологічного балансу в регіоні;
- проведення екологічної освітньо-виховної роботи.

## Загальний опис
Площа — 100 га. Являє собою найбільшу на північному узбережжі Азовського моря змішану колонію зникаючих видів птахів, в основному чапель.
Територія заказника розташована на заболоченій, густо порослій очеретом ділянці долини річки Мокра Білосарайка, з невеликими глибинами (до 1,5 м), яка добре прогрівається влітку. Заказник розташований поза рекреаційною зоною і є малодоступним для хижих тварин і людини через досить велику глибину, товстий шар мулу, густий та високий очерет. Ці фактори а також наявність мілководих, багатих на рибу морських заток сприяють гніздуванню тут великої кількості гідрофільних видів птахів.
У 2010 р. увійшов до складу Національний природний парк «Меотида»

## Фауна

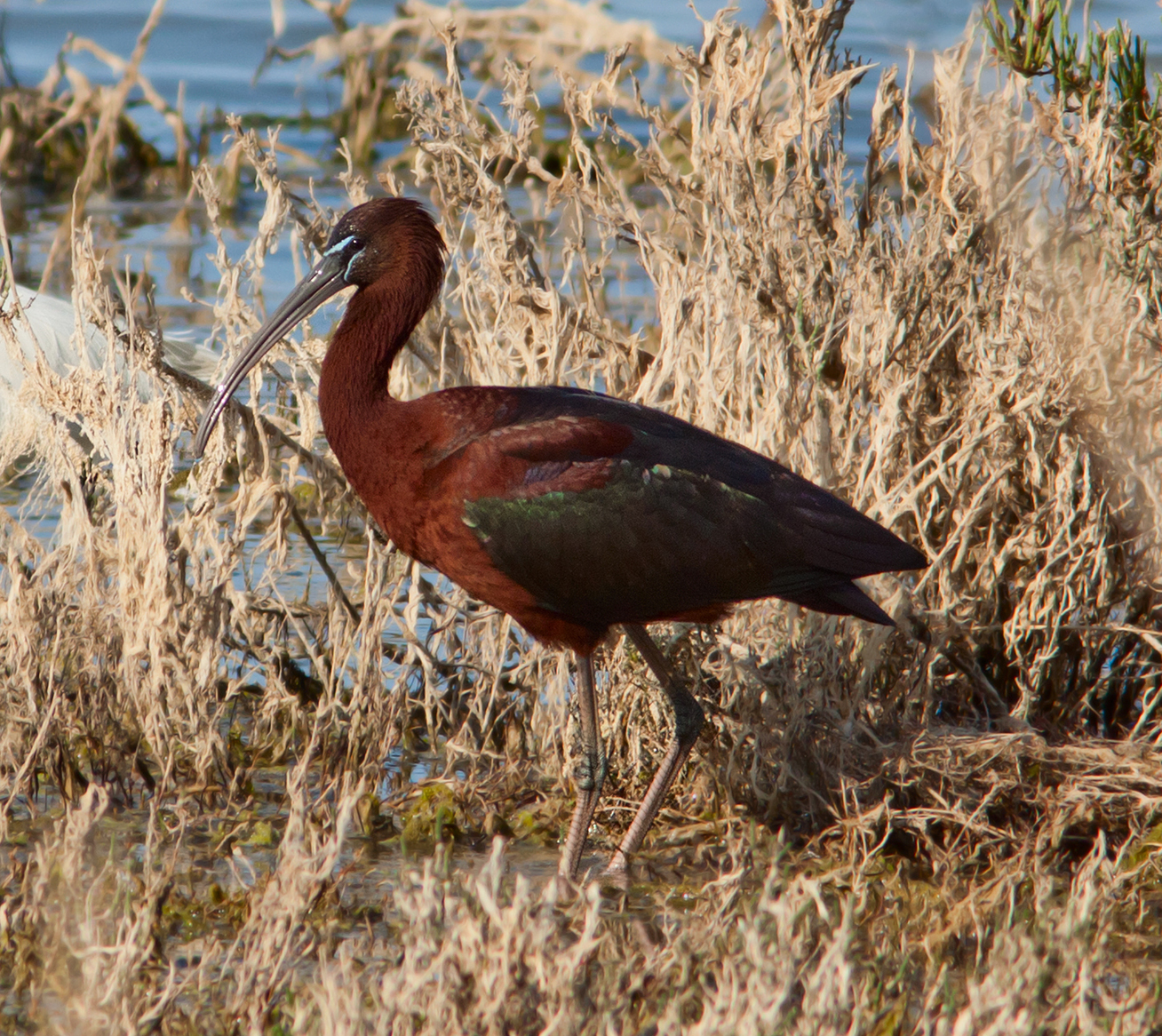
Коровайка

У колонії гніздяться велика біла чапля, мала біла чапля, сіра чапля, руда чапля, жовта чапля, де щорічно на гніздуванні відмічається до 100 пар цих птахів, ходуличник, а також інші види водоплавних птахів.
Верхній ярус займають велетенські гнізда сірої, великої білої та рудої чапель. Ярусом нижче, і значно в меншій кількості, розташовується мала біла чапля. Досить своєрідну і майже непомітну групу становлять бугай та бугайчики. Їх житла ретельно сховані, а самі птахи у разі небезпеки не злітають, а тихенько ховаються серед хащів очерету.
На невеличких водних галявинах серед масиву очерету мешкають косар, коровайка, квак, жовта чапля.